# بطولة باريس المفتوحة 1972 - الزوجي
في بطولة باريس المفتوحة 1972 - الزوجي فاز كل من الفرنسي بيير بارثس والفرنسي فرانسوا جوفريت على الإسباني أندريس خيمينو والإسباني خوان غسبرت في المباراة النهائية بنتيجة 6–3، 6–2.

## التوزيع
1. فريو ماكميلان /  إيلي ناستاسي (ربع النهائي)
2. توم جورمان /  ستان سميث (ربع النهائي)
3. جيمي كونرز /  أيون تيرياك (ربع النهائي)
4. يان كودس /  فرانتيشيك بالا (الجولة الثانية)

## المباريات

### مفتاح
- Q = متأهل Qualifier
- WC = وايلد كارد Wild Card
- LL = خاسر محظوظ Lucky Loser
- Alt = بديل Alternate
- SE = Special Exempt
- PR = تصنيف محمي Protected Ranking
- w/o = فوز سهل Walkover
- r = انسحاب Retired
- d = Defaulted
- SR = Special ranking
- ITF = ITF entry
- JE = Junior exempt

### النهائي
| النهائي |                           |   |   |  |
|         |                           |   |   |  |
|         |                           |   |   |  |
|         | بيير بارثس فرانسوا جوفريت | 6 | 6 |  |
|         | أندريس خيمينو خوان غسبرت  | 3 | 2 |  |